# Anna Maria Franchini
Anna Maria Franchini (Faenza, 28 febbraio 1933 – Milano, 20 giugno 2016) è stata una cestista italiana.

## Carriera
Cresciuta nelle giovanili del Club Atletico Faenza Pallacanestro, ha disputato in questa squadra l'intera sua carriera professionistica.  
Ha disputato i Campionati europei del 1954 con l'Italia.
Laureata in lettere, si trasferisce a Milano dove si dedica all'insegnamento nelle scuole di Baggio.